# Золотое сито
«Золотое сито» (латыш. Zelta sietiņš) — мультипликационный фильм режиссёра Розе Стиебры, снятый по мотивам произведений Райниса на студии «Телефильм-Рига» в 1975 году.

## Сюжет
Музыкальная фантазия на тему основанных на фольклорном сюжете детских стихотворений Райниса. В трёх новеллах: «Золотое сито», «Облако и туча» и «Солнце и месяц» рассказывается о различных природных явлениях.
«Золотое сито»: богиня Лайма набрав полное золотое сито звёзд, разбрасывает по земле алмазные семена, от этого в полях по утрам появляется роса.
«Облако и туча»: облако и туча танцуют под музыку ветра, бог-громовержец грохочет в барабан, проливается дождь, а облако и туча кидают с неба клубки цветных ниток, и над землёй встаёт радуга.
«Солнце и месяц»: Бог неба поручает своей дочери Солнцу отнести чашу с белым горошком престарелой матери. На пути Солнце встречает молодого парня — это Месяц. Солнце и Месяц обнимаются, Солнце рассыпает горошек. Бог неба решает, что пока Месяц не соберёт весь горошек, он не может выходить днём.

## Стиль
Мультфильм создан тремя разными художниками, которым, несмотря на присущий каждому из них индивидуальный стиль, удалось гармонично объединить части фильма, объясняющие астрономические и погодные феномены с помощью героев балтийской мифологии. Бесхитростная графика, неторопливое движение камеры, создающее долгий кадр, придают всему действию умиротворяющее настроение.
Музыка Имантса Калныньша, написанная для «Золотого сита», обрела популярность и вне мультфильма.

## Съёмочная группа
- Автор сценария и режиссёр-постановщик: Розе Стиебра
- Композитор: Имантс Калныньш
- Художники: Дзинтра Аулмане, Майя Шпалте, Миервалдис Полис
- Оператор: Жанис Бергс
- Звукооператор: Язеп Кулбергс
- Редактор: Рута Фрияре
- Директор: Мета Заке
- Поёт ВИА «Менуэт» (руководитель Янис Блюмс)

## Награды
- Победитель в номинации «Лучший анимационный фильм» на кинофестивале «Большой Кристап» (1983)